# Big Timothy Mountain
Big Timothy Mountain är ett berg i Kanada.   Det ligger i provinsen British Columbia, i den centrala delen av landet, 3 300 km väster om huvudstaden Ottawa. Toppen på Big Timothy Mountain är 2 160 meter över havet.
Terrängen runt Big Timothy Mountain är huvudsakligen kuperad. Big Timothy Mountain är den högsta punkten i trakten. Trakten runt Big Timothy Mountain är nära nog obefolkad, med mindre än två invånare per kvadratkilometer.. Det finns inga samhällen i närheten. 
I omgivningarna runt Big Timothy Mountain växer i huvudsak barrskog.